# Erich Pelzer
Erich Pelzer (* 16. Mai 1950 in Inden) ist ein deutscher Historiker.

## Leben
Erich Pelzer studierte Geschichte, Politikwissenschaften und Romanistik an den Universitäten Paris I (Sorbonne-Panthéon) und Freiburg im Breisgau. 1980 schloss er sein Studium in Freiburg mit dem Magister Artium in Geschichte ab. Von 1980 bis 1982 war Pelzer Stipendiat des Deutschen Historischen Instituts in Paris. Anschließend war er bis 1987 als wissenschaftlicher Assistent in Freiburg im Breisgau am Lehrstuhl für Neuere Geschichte von Ernst Schulin tätig, bei dem er 1985 mit der Arbeit Der elsässische Adel im Spätfeudalismus promoviert wurde.
Nach seiner Promotion lehrte er von 1987 bis 1993 in Freiburg als Hochschulassistent. 1993 habilitierte er sich dort mit der Arbeit Frankreichvermittlung in der deutschen Spätaufklärung. Von der Volkswagenstiftung wurde ihm ab 1994 ein zweijähriges Forschungsstipendium gewährt. Von 1996 bis 2000 nahm Pelzer Lehrstuhlvertretungen an den Universitäten in Potsdam, Fribourg und Freiburg im Breisgau wahr, an die sich eine Gastprofessur an der Universität Basel anschloss. Seit 2001 war er Professor für Neuere Geschichte an der Universität Mannheim. Pelzer ist Gründungsmitglied des Frankreich-Zentrums in Freiburg und des Historischen Instituts in Mannheim, dem er von 2004 bis 2006 als erster Direktor vorstand.
Seine Forschungsschwerpunkte sind die Französische Revolution und das Zeitalter Napoleon Bonapartes. Pelzer ist Herausgeber der Reihe Konsulat und Kaiserreich. Studien und Quellen zum Napoleonischen Zeitalter.

## Schriften (Auswahl)

### Monografien
- Jacques Mallet du Pan – Betrachtungen über die Natur der Französischen Revolution. In: Revolution und Klio. Die Hauptwerke zur Französischen Revolution. Vandenhoeck & Ruprecht, Göttingen 2004, ISBN 3-525-36258-7, S. 17–35 (Digitalisat).
- Adolphe Thiers und François Mignet – Die Bourgeoisie entdeckt ihre revolutionären Wurzeln. In: Revolution und Klio. Die Hauptwerke zur Französischen Revolution. Vandenhoeck & Ruprecht, Göttingen 2004, ISBN 3-525-36258-7, S. 37–61 (Digitalisat).
- Jules Michelet – Der Romantiker als Geschichtsschreiber. In: Revolution und Klio. Die Hauptwerke zur Französischen Revolution. Vandenhoeck & Ruprecht, Göttingen 2004, ISBN 3-525-36258-7, S. 62–79 (Digitalisat).
- Die Wiederkehr des girondistischen Helden. Deutsche Intellektuelle als kulturelle Mittler zwischen Deutschland und Frankreich während der Französischen Revolution (= Pariser Historische Studien. Bd. 43). Bouvier, Bonn 1998, ISBN 3-416-02645-4 (Digitalisat).
- Les cahiers des Plaintes et Doléances de la Haute-Alsace – 1789 (= Publications de la Société Savante d’Alsace et des Régions de  l’Est. Collection „Recherches et documents“. Bd. 49). Publications de la Société Savante d’Alsace et des Régions de l‘Est, [Strasbourg] 1993, ZDB-ID: 416540-8; 49.
- Der elsässische Adel im Spätfeudalismus. Tradition und Wandel einer regionalen Elite zwischen dem Westfälischen Frieden und der Französischen Revolution (1648–1790) (= Ancien Régime, Aufklärung und Revolution. Bd. 21). R. Oldenbourg, München 1990, ISBN 3-486-55551-0.

### Herausgeberschaften
- mit Michael Einfalt, Joseph Jurt, Daniel Mollenhauer: Konstrukte nationaler Identität. Deutschland, Frankreich und Großbritannien (19. und 20. Jahrhundert). Ergon, Würzburg 2002, ISBN 3-89913-232-7.
- mit Gangolf Hübinger, Jürgen Osterhammel: Universalgeschichte und Nationalgeschichte. Ernst Schulin zum 65. Geburtstag. Rombach, Freiburg im Breisgau 1994, ISBN 3-7930-9120-1.
- Revolution und Klio. Die Hauptwerke zur Französischen Revolution. Vandenhoeck & Ruprecht, Göttingen 2004, ISBN 3-525-36258-7 (Digitalisat).

### Editionen
- French Revolutionary Opinions. The Trial of King Louis XVI, 1792–1793. Inter Documentation Company, Leiden 2001.
- French Revolutionary Periodicals. Newspaper and journals, Zentralbibliothek Zürich, on microfiche. Inter Documentation Company, Leiden 2000.
- French Revolutionary Pamphlets. Usteri Collection, Zentralbibliothek Zürich, on microfiche. Inter Documentation Company, Leiden 1996.